# Srbijanka Turajlić
Srbijanka Turajlić (Beograd, 25. travnja 1946. – Livorno, 25. rujna 2022.) bila je politička aktivistkinja i izvanredna profesorica Katedre za Signale i sustave Elektrotehničkog fakulteta Sveučilišta u Beogradu.

## Životopis
Osnovnu školu i gimnaziju je završila u Beogradu. Kao maturant bila je član jugoslavenske reprezentacije na 6. Međunarodnoj matematičkoj olimpijadi 1964. u Moskvi. U Beogradu je sudjelovala u studentskim protestima 1968. godine. Dok je u zvanje docenta izabrana 1982., u zvanje izvanrednog profesora izabrana je 1989. godine Elektrotehnički fakultet je završila u Beogradu 1969., magistrirala 1973., doktorirala 1979. Godine 1996. sudjelovala je u prosvjedima protiv režima Slobodana Miloševića, a 1999. uklonjena je sa svih predavačkih funkcija na sveučilištu. Poslije otkaza na Sveučilištu u Beogradu jedno je vrijeme predavala na Sveučilištu u Banjoj Luci i Sveučilištu Crne Gore u Podgorici. Iako je nakon promjena 5. listopada obnašala visoke republičke funkcije ubrzo je promjene doživjela kao neuspjeh zbog opstanka dominantnog nacionalističkog sentimenta u srpskom društvu.
Potpisnica je Deklaracije o zajedničkom jeziku, u kojoj se tvrdi da se u Hrvatskoj, Bosni i Hercegovini, Srbiji i Crnoj Gori govore nacionalne standardne varijante zajedničkog policentričnog standardnog jezika.
Bila je stipendista francuske vlade u Grenoblu od 1974. do 1975. godine. Kao predavač radila je od 1984. do 1986. u Montereju u Kaliforniji.
Godine 1981. napisala je "Praktikum za laboratorijske vežbe iz automatskog upravljanja". Umirovljena je 2011. godine. Godine 2017. njezina kći Mila Turajlić snimila je dokumentarni film o svojoj majci naslovljen „Druga strana svega”.

## Politika
Krajem devedesetih bila je aktivan član Narodnog pokreta Otpor. Dobitnica je nagrade Osvajanje slobode za 2009. godinu, koju dodjeljuje Fond Maja Maršićević Tasić za doprinos pobjedi demokracije u Srbiji. Više puta uvrštena u "Popis 100 najmoćnijih žena u Srbiji" dnevnih novina Blic.
Bila je i pomoćnik ministra za visoko obrazovanje u Ministarstvu prosvjete i sporta od 2001. do 2004.